# Andrew P. O’Meara

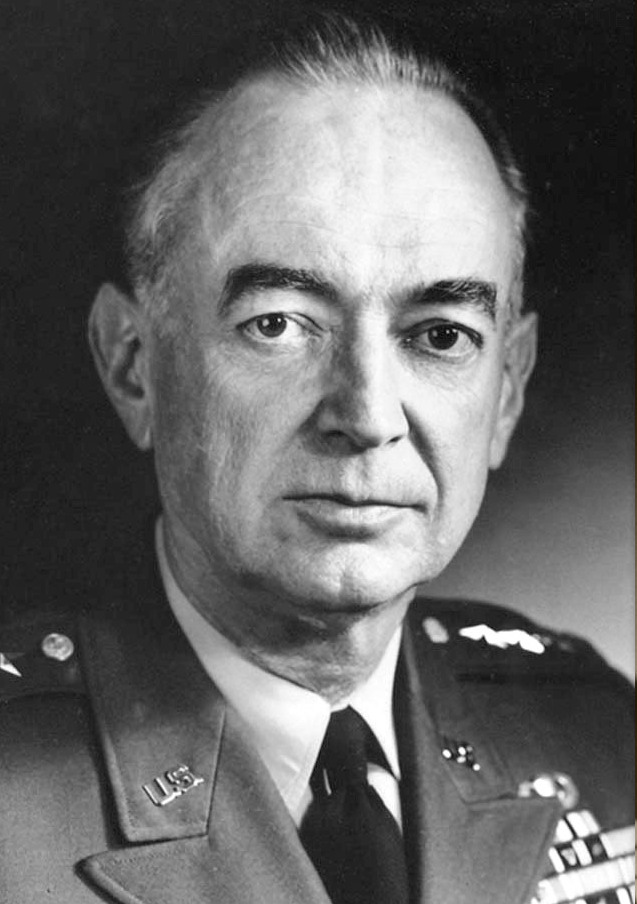
General Andrew P. O’Meara

Andrew Pick O’Meara (* 23. März 1907 in West Bend, Washington County, Wisconsin; † 30. September 2005 in Arlington, Arlington County, Virginia) war ein General der US Army, der zwischen 1961 und 1965 Oberkommandierender des Südkommandos der US-Streitkräfte (US Southern Command) sowie zuletzt von 1965 bis 1967 Oberkommandierender des Heeres in Europa (US Army Europe) und in Personalunion Kommandeur der Zentralen Heeresgruppe CENTAG (Central Army Group).

## Leben

### Militärische Ausbildung, Zweiter Weltkrieg und Koreakrieg
O’Meara, ältester von zwei Söhnen von Thomas Francis O’Meara und dessen Ehefrau Emma Augusta Pick O’Meara, begann nach Abschluss der High School 1926 eine Offiziersausbildung an der US Military Academy in West Point, die er im Juni 1930 als Leutnant der Feldartillerie abschloss. Im Anschluss fand er bis 1940 Verwendungen in verschiedenen Heereseinheiten und war unter anderem zwischen 1931 und 1934 Offizier im 4. Feldartillerieregiment sowie später Sportlehrer an der US Military Academy. 1941 wurde er zunächst Batteriechef in der 4. Panzerdivision (4th Armored Division) sowie nach dem Eintritt der USA in den Zweiten Weltkrieg am 8. Dezember 1941 Kommandeur des 94. Feldartilleriebataillons. In den folgenden Kriegsjahren nahm er an verschiedenen Schlachten und Kampfeinsätzen auf dem europäischen Kriegsschauplatz teil und war bei Kriegsende 1945 als Oberst stellvertretender Kommandeur der Artillerie des VII. US-Korps (VII Corps). Für seine Verdienste im Zweiten Weltkrieg wurde ihm 1945 erstmals der Legion of Merit verliehen.
Nach Kriegsende absolvierte O’Meara von 1945 bis 1946 das Command and General Staff College (CGSC) in Fort Leavenworth sowie nach verschiedenen anderen Verwendungen zwischen 1951 und 1952 das National War College (NWC) in Fort Lesley J. McNair. 1952 wurde er zum Brigadegeneral befördert und nach Korea versetzt, wo er zwischen 1952 und 1953 zunächst als Kommandeur der Artillerie der 7. Infanteriedivision (7th Infantry Division) sowie zuletzt als Kommandeur der Artillerie des IX. US-Korps (IX Corps) am Koreakrieg teilnahm. Für seine dortigen militärischen Verdienste wurde ihm der Silver Star sowie ein weiterer Legion of Merit verliehen.

### Aufstieg zum General
Im Dezember 1954 wurde O’Meara zum Generalmajor befördert und übernahm den Posten als Leiter der Abteilung Forschung und Entwicklung im Büro des stellvertretenden Chefs des Heeresstabes für Logistik und wurde daraufhin im August 1957 Kommandierender General der in Fort Hood stationierten 4. Panzerdivision (4th Armored Division), ehe er zwischen 1959 und 1961 Leiter der Abteilung Militärische Unterstützung im Stab des Europakommandos der US-Streitkräfte USEUCOM (US European Command) in Saint-Germain-en-Laye bei Paris war. Im Anschluss übernahm er im Januar 1961 als Generalleutnant den Posten als Oberkommandierender des in Fort Amador in der Panamakanalzone stationierten US-Karibikkommandos (US Caribbean Command). Im Juni 1963 wurde er zum General befördert und übernahm den Posten als erster Oberkommandierender des aus dem US Caribbean Command hervorgegangenen und ebenfalls in Fort Amador stationierten Südkommandos der US-Streitkräfte (US Southern Command). Diesen Dienstposten hatte er bis Februar 1965 inne und wurde daraufhin von General Robert W. Porter abgelöst. Für seine Verdienste in dieser Verwendung wurde ihm erstmals der Army Distinguished Service Medal verliehen.
Zuletzt löste General O’Meara am 18. März 1965 General Paul L. Freeman, Jr. als Oberkommandierender des Heeres in Europa USAREUR (US Army Europe) und war bis zu seinem Eintritt in den Ruhestand im Mai 1967 in Personalunion Kommandeur der Zentralen Heeresgruppe CENTAG (Central Army Group), woraufhin General James H. Polk seine Nachfolge antrat. Für seine Leistungen erhielt er am 22. Juni 1967 einen Bronzene Eichenblattzweig anstelle einer zweiten Army Distinguished Service Medal.
Aus seiner 1933 geschlossenen Ehe mit Ellen Aldridge Fraser O’Meara gingen die beiden Töchter Ellen F. O’Meara Johnson sowie Louisa O’Meara Heiberg hervor. Er wurde auf dem Nationalfriedhof Arlington beigesetzt.

## Auszeichnungen
Auswahl der Auszeichnungen, sortiert in Anlehnung der Order of Precedence of Military Awards:
- Army Distinguished Service Medal (2×)
- Silver Star
- Legion of Merit (2×)